# Río Oja
El río Oja es un corto río del norte de España, del cual, según algunas discutidas teorías y la creencia tradicional popular, procede el nombre de La Rioja en España y que recorre la misma de sur a norte (Véase Etimología de La Rioja). Nace en la sierra de la Demanda, en el monte de las Herguijuelas, junto al puerto de la Demanda, a unos 2000 m s. n. m. Pasa por Posadas, Ayabarrena, San Antón, Zaldierna, Ezcaray, Ojacastro, Santurde, Santo Domingo de la Calzada, Villalobar de Rioja, Baños de Rioja, Castañares de Rioja, Casalarreina, y une sus aguas a las del río Tirón en Cihuri, punto a partir del cual se le conoce como río Oja-Tirón; posteriormente llega a Anguciana y desemboca en el Ebro a la altura de Haro.
El tramo inicial del río también recibe el nombre de La Hilera o Glera, término este último que significa acumulación de cascajo. Esta característica del cauce hace que este prácticamente desaparezca en Ojacastro y vuelva a aparecer en Castañares de Rioja.

## Etimología
El vocablo Oja tiene origen vasco para unos y para otros latino.
Merino Urrutia, historiador y alcalde de Ojacastro en los años 1912-13, sostiene que la primera parte del nombre 'Ojacastro' proviene del vasco. Este historiador estima que el euskera fue la lengua autóctona de los primeros pobladores del valle, apoyándose en las grafías "Ogga" y "Oia" (ésta podría significar "bosque", según Alarcos), y en la toponimia del valle.
Estudiosos como el Padre Mateo Anguiano Nieva (siglo XVII-XVIII), Constantino Garrán o Guillermo Rittwagen, defienden también el origen vasco de este vocablo.
Otros, sin embargo, sostienen su origen latino, argumentando que el castillo toma el nombre del río Oja, llamado así por la abundante vegetación que arrastraría. Pascual Madoz (siglo XIX), defiende este origen latino, así como Ramón Menéndez Pidal; Carmen Ortiz Trifol emparenta la forma "olia" con el vocablo latino "folia" (hoja).
De hecho, en el valle de Ojacastro se habló la lengua vasca durante siglos. En el Fuero que los reyes de Castilla otorgan a los habitantes de los pueblos del valle de Ojacastro (año 1200) se concede utilizar el euskera en los juicios.

## Geografía

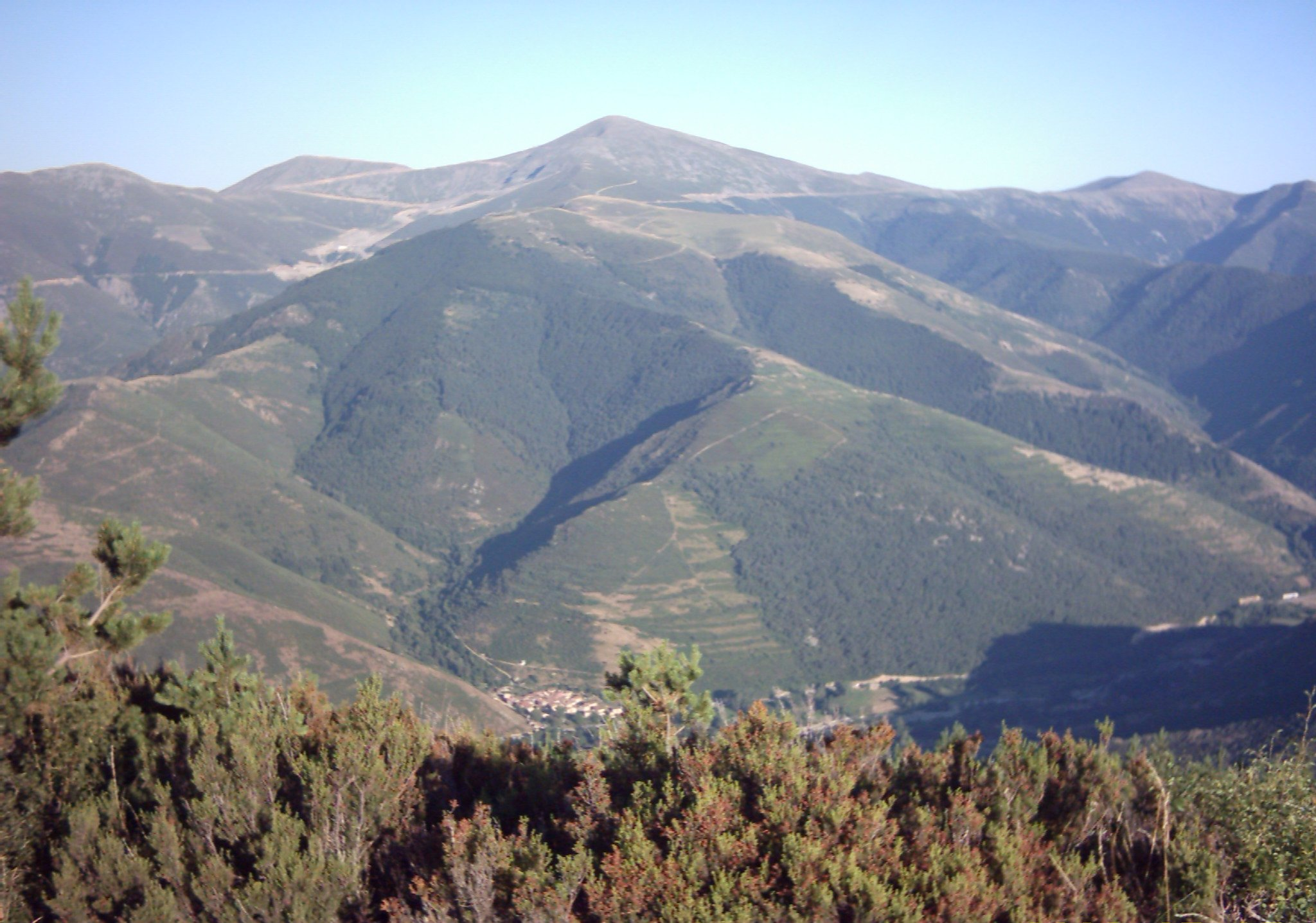
La sierra de la Demanda, en cuyas laderas nace el río Oja

### Del pico Gatón alrío Tirón
Nace en el Llano de la Casa a tres kilómetros de Posadas a partir de dos torrentes de agua, uno procedente del Pico Gatón y otro de las Herguijuelas, formando la cascada de Pozo Ozumbra, para continuar barranco abajo recogiendo agua de otros arroyos.

### El Alto Oja
La vegetación en esta zona es de robledales en las laderas más soleadas y hayedos en las umbrías, junto a un bosque mixto de hayas, fresnos, cerezos, tilos, arces, serbales, olmos de montaña y robles albares.
En cuanto a la fauna, se pueden observar ciervos, corzos, jabalíes y lobos. También son habituales mamíferos de menor tamaño, como la nutria, la ardilla, el zorro, el tejón, la gineta, el gato montés o el desmán ibérico en peligro de extinción.
Si miramos al cielo se puede ver al águila culebrera, la perdiz pardilla, el halcón abejero, el aguilucho pálido, el águila calzada, el águila real y el búho real.

#### Las aldeas de Ezcaray
El tramo inicial del cauce hasta Ezcaray, presidido por la sierra de la Demanda, está formado por multitud de barrancos y valles que ofrecen sus aguas al río. En este tramo une de forma natural las aldeas de Ezcaray (Cilbarrena, Zaldierna, Urdanta, Azárrulla, San Antón y Posadas).

#### Ezcaray

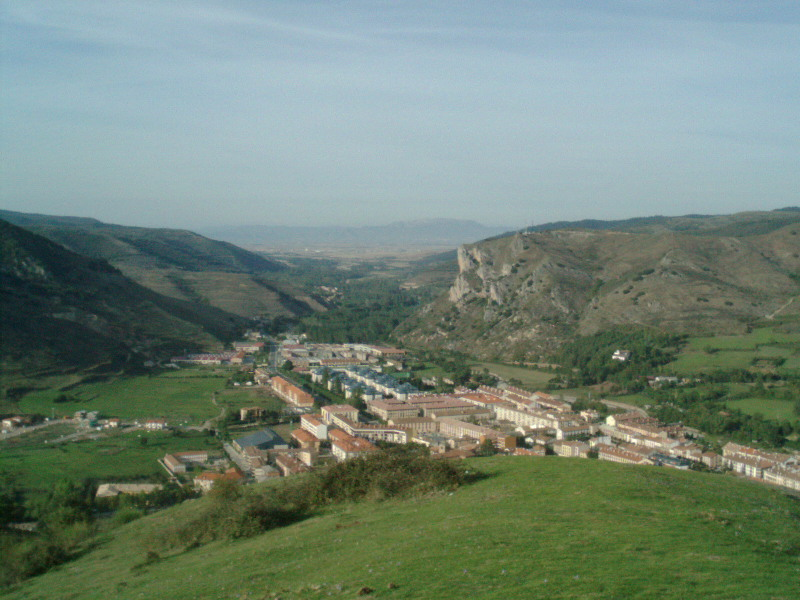
Vista de Ezcaray

En esta localidad recibe las aguas del río Ciloria, proveniente también de las laderas de la Sierra de la Demanda. Desde Ezcaray hasta Santurde abundan los bosques de ribera en los márgenes del río. 
A su paso por esta localidad turística e industrial, el río discurre junto al Parque Tenorio, uno de los escenarios del Festival de Jazz de Ezcaray. 

#### Ojacastro
En esta localidad, el lecho del Oja se encuentra a 740 m s. n. m. Junto al curso del río se localizan pequeñas masas de bosque de ribera (chopos, fresnos, arces, cerezos).
Existía un antiguo puente de tres arcos de medio punto que fue reformado durante el último tercio del siglo XVIII. Este puente, en 1831, no resistió la fuerte avenida del río y fue destruido. Hasta 1880 no se rehabilitó el paso con un nuevo puente de madera, proyectado por Fermín Manso de Zúñiga.
Poco después, se realizó uno de piedra y ya, en la última década del siglo XX, el actual puente de la carretera.

### El Oja medio

#### Santurde de Rioja
A partir de aquí, el río vertebra de norte a sur una extensa llanura de tierras llanas y fértiles hasta su desembocadura. El río forma un cauce ancho, trenzado y compuesto por guijarros y cantos rodados.
A causa de la agricultura intensiva que se desarrolla a partir de esta localidad hasta su desembocadura, en la que dominan los cultivos de remolacha, patata y cereal de invierno, el acuífero del Oja (junto con el del Zamaca, en Bañares) han sido declarados en el año 2001 zonas vulnerables a la contaminación por nitratos por el Gobierno de La Rioja.

#### Santo Domingo de la Calzada
En el año 1044, Domingo García que llevaba una vida de ermitaño, construyó en colaboración con San Gregorio de Ostia un puente de madera sobre el Río Oja y, a la muerte de este, otro de piedra en sustitución del anterior para facilitar el paso de los peregrinos que hacían el Camino de Santiago por la calzada romana que iba de Nájera a Redecilla del Camino, en la provincia de Burgos. Este puente ya no existe en la actualidad.
Actualmente, debido a la morfología del cauce y a los pozos de riego fruto de la intensa actividad agrícola de la zona, el cauce regularmente está seco hasta Castañares, localidad en la que el agua vuelve a aflorar a la superficie.

#### Villalobar de Rioja
En esta localidad agrícola principalmente de agricultura de secano, con cultivos mayoritarios de trigo y cebada, el río baja en dirección hacia la localidad vecina de Baños de Rioja.

### El bajo Oja

#### Baños de Rioja
Situado entre el cerro El Castillar y la margen izquierda del río, esta localidad tiene una imagen característica debida a las choperas existentes en el margen del Oja.

#### Castañares de Rioja

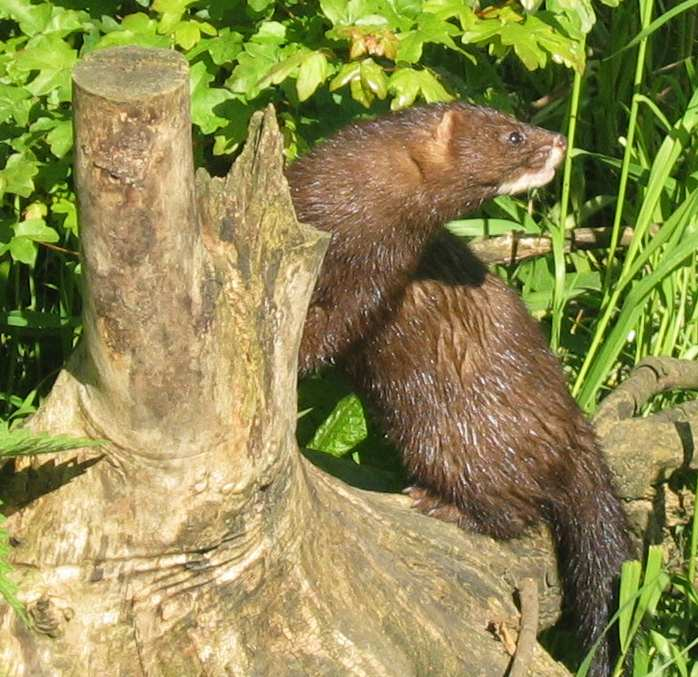
El escasísimo Visón europeo un habitante del Oja

En Castañares, el río que había desaparecido en Ojacastro vuelve a aparecer, adentrándose en un espacio totalmente llano dedicado a la explotación agrícola intensiva con ausencia de vegetación natural y poniendo el contrapunto con frondosas riberas y extensas plantaciones de chopos, a la vez que zarzas, serbales, saúcos, sauces y nogales.
Aquí encuentran su hábitat diferentes especies de mamíferos: topos, erizos, conejos, turón, gato montés, zorro, rata de agua y el escasísimo visón europeo.
Entre las aves se pueden observar especies estrechamente ligadas al medio acuático, como el martín pescador, el ánade real, la polla de agua o la garza real, así como rapaces, tanto nocturnas (autillo, cárabo y búho chico ) como diurnas:  (gavilán, cernícalo, milano negro). En las choperas son abundantes especies cantoras: ruiseñor bastardo, mirlo común, mosquitero común, papamoscas, carboneros, herrerillos, verdecillo, oropéndola.

#### Casalarreina

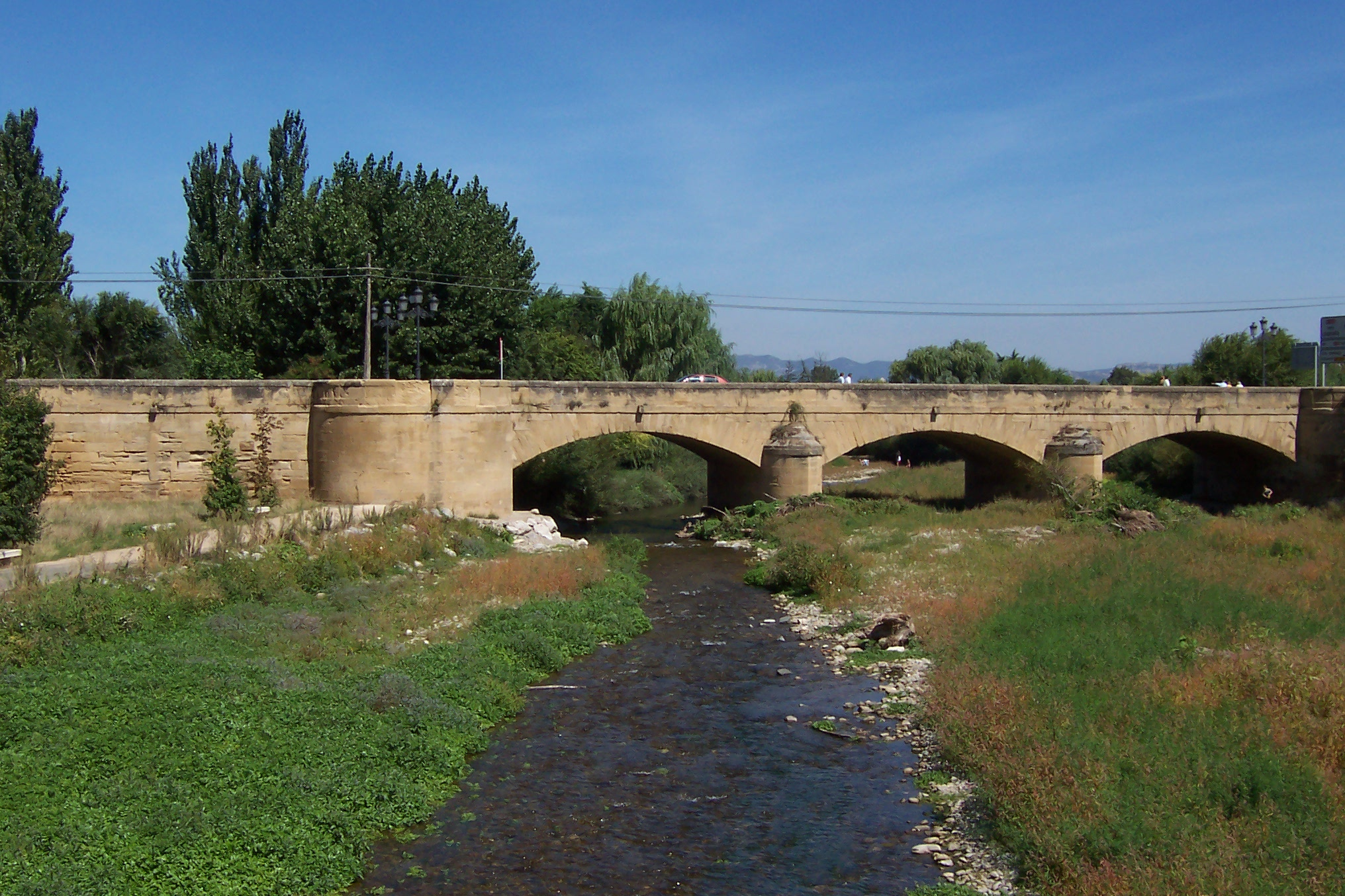
Puente de piedra sobre el río, a su paso por Casalarreina

Antes de unirse al río Tirón cerca de Cihuri, pasa por Casalarreina, última localidad que atraviesa en su recorrido.

## Pesca
En el río Oja hay zonas libres para la pesca, excepto en ciertos tramos vedados:
- Río Oja y sus afluentes, desde su nacimiento hasta su confluencia con el Arroyo del Ortigal.
- Arroyo del Ortigal y sus afluentes, desde su nacimiento hasta el Barranco del Pino.
- Río Ciloria, desde su nacimiento hasta Prado Regala.
- Todos los afluentes de la margen izquierda del río Oja, desde su nacimiento hasta el río Tirón.

Se pueden pescar las siguientes especies: anguila, trucha común, trucha arco-iris, black-bass, barbo común, cahuelo o barbo de cola roja, carpa, carpín, loina o madrilla, tenca, lucio, pez gato y cangrejo rojo. El cangrejo autóctono está incluido en el Catálogo Regional de Especies Amenazadas y está prohibida totalmente su pesca.

## Cultura popular
Dado lo irregular de su caudal, en Santo Domingo de la Calzada dicen: El río Oja, baja cuando se le antoja.